# Fritz Geißler
Fritz Geißler   (Wurzen, 16 de setembre de 1921 - Bad Saarow, 11 de gener de 1984) va ser un dels més importants compositors de la República Democràtica Alemanya.
Fill d'Elsa i de Walther Geißler, va ser criat en circumstàncies modestes. Les primeres lliçons de violí van venir del líder de l'associació de llogaters d'una banda local, ell mateix un lampista de canonades. Després de graduar-se a l'escola pública, Geissler es va formar a la banda de Naunhof amb la banda de gaiters municipals. Després de la conclusió d'aquesta educació més infreqüent, va obtenir els mitjans per continuar les lliçons privades de violí, piano i teoria de la música com a cantant de bar i cafè a Leipzig. Més tard, el 1979, va utilitzar les seves experiències d'aquesta època a la seva òpera Die Stadtpfeifer ("The Town Pipers").
El 1940 va ser reclutat a la Wehrmacht com a músic i va enviar a Guernsey el 1942, on va servir al cos musical de la Luftwaffe. El 1945 es va convertir en presoner de guerra dels anglesos, on se li va oferir l'oportunitat de tocar el segon violí en un quartet de corda, i de compondre o organitzar escenaris corals per al cor de la presó. Després del seu alliberament el 1948, va estudiar composició i viola a la universitat de música de Leipzig amb Max Dehnert, Arnold Matz i Wilhelm Weismann.
Posteriorment, a causa d'una ferida a la mà, va haver de renunciar a la seva feina de violista amb l'Orquestra Simfònica de l'Estat de Gotha. De 1953-1954 va estudiar composició de nou, al "College of Music de Berlin-Charlottenburg", sota Hermann Wunsch i Boris Blacher. A partir del 1954, Geissler va ensenyar teoria de la música i la composició a l'Institut d'Educació Musical de la Universitat de Leipzig; més tard es va convertir en docent i professor de composició als col·legis musicals de Leipzig i Dresden. Entre els seus alumnes hi havia Wilfried Krätzschmar, Peter Hermann, Reinhard Pfundt, Karl Ottmar Treibmann, Friedrich Schenker i Lothar Voigtländer. Del 1956 al 1968 va ser president de la Societat de Compositors de Leipzig; des de 1971 fou membre de l'Acadèmia de les Arts d'Alemanya Oriental, el mateix any que va rebre un premi nacional; i des del 1972 va ser vicepresident de la "East German Composers Society".
El llegat compositiu de Fritz Geißler inclou prop de 140 peces, incloent onze simfonies, concerts per a violí, flauta, violoncel, piano i orgue, quatre òperes - Der Zerbrochene Krug ("The Smashed Jug"), Der Schatten ("The Shadow"), Der Verrueckte Jourdain ("The Crazy Jourdain") i Das Chagrinleder ("Shagreen"), ballets, cantates, oratoris i música de cambra de diferents tipus i escenaris. Les seves obres van ser interpretades per artistes destacats, i per importants orquestres i òperes tant de l'Alemanya de l'Est com de l'Oest i d'altres llocs.
Les seves obres més importants són, probablement, les òperes, incloent una adaptació (de 1968-1969) de la comèdia Der zerbrochne Krug d'Heinrich von Kleist. Tot i això, les seves onze simfonies també van ser ben rebudes i han estat interpretades per grups destacats com el "Gewandhausorchester" de Leipzig i el "Staatskapelle Dresden". La seva Segona simfonia (1962-1964) va ser la primera simfonia alemanya de l'est que va emprar el serialisme.